# TNFRSF10B
TNFRSF10B (англ. tumor necrosis factor receptor superfamily, member 10B) — мембранный белок, рецептор из надсемейства рецепторов факторов некроза опухоли. Продукт гена человека TNFRSF10B.

## Функции
TNFRSF10B входит в многочисленное надсемейство рецепторов факторов некроза опухоли (TNFR). Является рецептором для лиганда цитотоксичности TNFSF10 (TRAIL). Адаптерный белок FADD рекрутирует каспазу-8 к активированному рецептору, что приводит к активации каспазы-8 и инициирует последующий каспазный каскад, приводящий к апоптозу клетки. Кроме этого, рецептор активирует фактор транскрипции NF-kB.

## Структура
Белок состоит из 440 аминокислот, молекулярная масса — 47,9 кДа. После созревания и отщепления сигнального пептида остаётся 385 аминокислот. N-концевой внеклеточный домен содержит 3 повтора TNFR-Cys, повтор TAPE и DEATH-домен. Кроме этого, домен содержит до 7 внутримолекулярных дисульфидных связей.
Является гомотримером, взаимодействует с белками TRADD и RIPK1. Взаимодействует с FADD, TRAIL, каспазой 10 и каспазой 8.